# Стефанофор
Стефанофор (увенчанный или коронованный; др.-греч. Στέφανος (стефанос) — «венок, венец, корона, диадема») — древнегреческая серебряная монета, разновидность тетрадрахмы. Чеканилась в период с середины II — начала I вв. до н. э. преимущественно в городах-государствах Малой Азии, также на Пелопоннесе и островах Эгейского моря. Характерные признаки стефанофора: широкий монетный кружок (30—35 мм), вес 16,5—17 г, изображение божества-покровителя города на аверсе и венок, обрамляющий композицию на реверсе.

## Начало чеканки в Афинах
В 197 году до н. э. в Фессалии на холмах, носивших название «Киноскефалы» («Собачьи головы»), произошла последняя битва Второй Македонской войны, в которой римляне под командованием Тита Квинкция Фламинина одерживают победу над армией Филиппа V. Филипп же с остатками своего войска отступил в Македонию и далее, чтобы хоть как-то спасти своё положение, отправил послов к Фламинину для проведения переговоров. Итогом этих переговоров стало подписание мирного договора.
Первая же часть договора провозглашала свободу греков: «Вообще всем эллинам, как азиатским, так и европейским, быть свободными и пользоваться собственными законами» (Полибий, XVIII, 44.). Летом 196 года до н. э. на истмийских играх принародно было объявлено следующее: «Римский сенат и полководец с консульской властью Тит Квинкций, победивший в войне Филиппа и македонян, даруют свободу коринфянам, фокидянам, локрам, эвбейцам, ахеянам фтиотским, магнетам, фессалийцам, перребам, предоставляя им не содержать у себя гарнизонов, не платить дани и жить по отеческим законам» (Полибий, XVIII, 44.). «Когда рукоплескания стихли, уже никто не обращал решительно никакого внимания на борцов. Все как бы в состоянии экстаза говорили, не умолкая, или друг с другом, или сами с собою, а по окончании игр в избытке радости и признательности едва не задавили Тита» (Полибий, XVIII, 46).
После, а возможно, и в честь этого события в Афинах начали чеканить монету нового образца, совершенно не похожую на классические афинские тетрадрахмы ни по стилю, ни по строению, ни по исполнению. Их и называют «стефанофоры».
В I веке до н. э., захватив  Пелопоннес, римляне чеканили по образцу афинских стефанофоров так называемые лукулловы тетрадрахмы.

## Начало чеканки в Малой Азии
В 188 году до н. э., после окончания Сирийской войны (192—188 гг. до н. э.), между Римской республикой и Антиохом III Великим в городе Апамее был заключен договор, по условиям которого, кроме всего прочего, Селевкиды отказывались от своих малоазиатских территорий. В результате десятки городов Малой Азии получили независимость. Это событие и положило начало чеканки стефанофоров в Малой Азии.

## Первые упоминания
Впервые название «стефанофор» встречается в Дельфийских надписях, где речь идет об афинских тетрадрахмах «нового стиля».
Вес этих тетрадрахм колебался от 16,5 до 17,0 г, что соответствовало новому аттическому весовому стандарту, а размер монетного кружка составлял 30−35 мм. Важными признаками этих монет были изображение божества-покровителя города на аверсе и венок, обрамляющий композицию (чаще всего это было божество — «символ» города; надпись или монограмма — обозначение магистрата) на реверсе. Например, в Магнезии на аверсе монеты изображена Артемида, а на реверсе фигура Аполлона, который был особенно почитаем в этом городе.